# Lü (popolo)
I lü sono un gruppo etnico stanziato in Cina, Vietnam, Thailandia, Birmania e Laos; tra le comunità lü di altri Stati la più popolosa è quella degli Stati Uniti. La popolazione totale è stimata in circa 560 000 individui.
In Cina, dove vengono classificati come parte delle etnie dai, i lü sono presenti essenzialmente ai confini con il Laos, nella parte meridionale della provincia dello Yunnan, la Prefettura Autonoma Dai di Xishuangbanna, con capitale a Jinghong (l'antica Chiang Hung). Altri grandi insediamenti sono nelle zone montuose di confine con la Cina del fiume Nero (in cinese: Lixianjiang), in Vietnam, e nella provincia di Phongsali in Laos.
I nomi e trascrizioni alternative per i lü sono: tai lu, lue, ly, lu, dai, dai le, Xishuangbanna dai, Sipsongpanna dai, pai-i, pai'i' e shui-pai-i.

## Storia
Le migrazioni dalla Cina meridionale al nord dell'Indocina da parte dei popoli tai si erano intensificate verso la fine del I millennio d.C. I tai lü hanno molte affinità con i vicini tai yuan, da secoli stanziati nella zona dell'odierna Chiang Saen, nella parte meridionale del Triangolo d'oro. I lü si stanziarono nei territori dell'odierna prefettura del Xishuanbanna, nell'estremo sud-ovest della Cina, dove sottomisero le locali popolazioni di etnia akha ed altre tribù tai della zona.  Nel 1180 fu fondata la capitale regno tai lü a Chiang Hung (nome locale dell'odierna Jinghong), sulle rive del Mekong.
Chiang Hung raggiunse la massima espansione all'inizio del XIII secolo, quando estese la sua influenza sulle mueang (città-stato) di Kengtung, nell'odierno Stato Shan birmano, di Ngoenyang, di Meuang Thaeng, l'odierna Dien Bien Phu, capitale dei tai dam, arrivando fino a Xieng Thong, l'odierna Luang Prabang, la più importante mueang del popolo lao. In virtù di questi successi, il regno era diventato lo Stato più potente fra quelli dei popoli di etnia tai. In questo periodo molti tai lü andarono a colonizzare tali territori, che erano diventati tributari di Chiang Hung.
Nel 1292, le armate mongole della dinastia Yuan di Kubilai Khan posero fine all'indipendenza di Chiang Hung. Non occuparono capillarmente il paese, che ribattezzarono Cheli, e lo lasciarono sotto il controllo delle precedenti autorità, che chiamarono tusi. Del vuoto di potere creatosi ne approfittarono i tai yuan di Ngoenyang, guidati dal re Mengrai, la cui madre era figlia del re di Chiang Hung. Dopo aver conquistato il potente Regno di Hariphunchai, situato più a sud, Mengrai ribattezzò Lanna il proprio regno, che avrebbe avuto un ruolo di primo piano nel Sud-est asiatico fino al XVI secolo. Chiang Hung e i tai lü entrarono quindi nella sfera d'influenza Lanna. L'Impero cinese rinunciò a conquistare Chiang Hung e Lanna ottenendo in cambio periodici tributi.
Nella prima parte del XVI secolo, il Regno Lanna entrò nella sua fase di declino e Chang Hung poté godere di un breve periodo di autonomia. Nel 1558, i birmani retti dalla dinastia di Toungoo conquistarono il Regno Lanna ed acquisirono il controllo di Chang Hung, il cui territorio fu suddiviso in 12 unità amministrative chiamate pan. Dodici pan, nella lingua dei tai lü, si traduce sipsong pan, che significa anche dodicimila. Fu allora che per indicare il territorio di Chang Hung venne coniato il nome Sipsongpanna, che vuol dire 12.000 campi di riso, forse con riferimento al termine Lanna, che significa un milione di campi di riso. Negli anni che seguirono, il territorio di Sipsongpanna fu teatro di diverse battaglie tra i birmani ed i cinesi della dinastia Qing, che cercavano di riprendere il controllo della zona.
Chiang Hung rimase sotto il dominio birmano per tre secoli. Alla fine del XVIII secolo, vi furono diverse guerre tra i birmani ed i siamesi, che acquisirono il controllo di Lanna nel 1775. Constatata la difficoltà di appropropriarsi di quei territori, re Rama I del Siam perseguì una politica di riunificazione dei thai e dei tai lü, favorendo il trasferimento di questi ultimi negli ex-territori Lanna. Tuttora vi sono consistenti comunità tai lü nelle province settentrionali del Laos e della Thailandia.
Con la sconfitta della Birmania nelle guerre anglo-birmane, il controllo del Sipsongpanna tornò definitivamente in mano ai cinesi verso la metà del XIX secolo. Nel 1895, con il declino cinese seguito alla prima guerra sino-giapponese, la Francia impose la suddivisione del territorio del Sipsongbanna annettendo al Laos, a quel tempo una sua colonia, l'attuale vasta provincia di Phongsali, fino ad allora parte del Regno di Chiang Hung. Con il trionfo dei comunisti nella guerra civile cinese, che portò alla proclamazione della Repubblica Popolare Cinese, nel 1949 ebbe fine il Regno di Chang Hung. L'ultimo sovrano, Dao Shixun, presenziò alla cerimonia di fondazione della Repubblica ed ottenne in seguito un posto di rilievo in una prestigiosa istituzione dello Yunnan.
Nel 1953, il Sipsongpanna divenne la regione autonoma Dai del Xishuangbanna, con capitale a Jinghong. Il termine dai si riferisce all'insieme di gruppi etnici di cui, in questa zona, i tai lù sono la maggioranza. Nel 1955 lo Xishuangbanna divenne una prefettura autonoma.

## Economia
Vivono di agricoltura e di commercio al dettaglio dei prodotti della terra.

## Religione
La religione principale è il Buddhismo Theravada.

## Lingua
L'etnia parla la lingua tai lü (ᦅᧄᦺᦑᦟᦹᧉ, traslitterato Kam Tai Lue), che fa parte delle lingue tai ed ha scarsa mutua intelligibilità con la lingua dei vicini shan di Birmania. Ha invece grandi affinità con la lingua lanna e la lingua dei tai khün di Kengtung, in misura minore con la lingua thai. Tra i principali dialetti vi sono quelli di Jinghong e di Muang Yong. Buona parte dei lü dello Xishuangbanna parla anche il cinese, che viene insegnato nelle scuole, e altre lingue di minoranze della zona. Il tai lü viene a sua volta parlato dalle etnie vicine in ambito commerciale.
Un moderno alfabeto tai lü (talu) viene usato in questa zona. A volte viene usato il tai tham di Lanna nei monasteri. L'antico alfabeto lü viene usato nei monasteri, una versione moderna in alcuni uffici e in alcune pubblicazioni.